# Bastusjön, Södermanland
Bastusjön är en sjö i Nacka kommun i Södermanland och ingår i Norrström-Tyresåns kustområde. Sjön är 5,9 meter djup, har en yta på 0,04 kvadratkilometer och är belägen 16 meter över havet. I sjön finns både abborre och mört samt de båda musselarterna allmän och stor dammussla.